# Nizozemská literatura

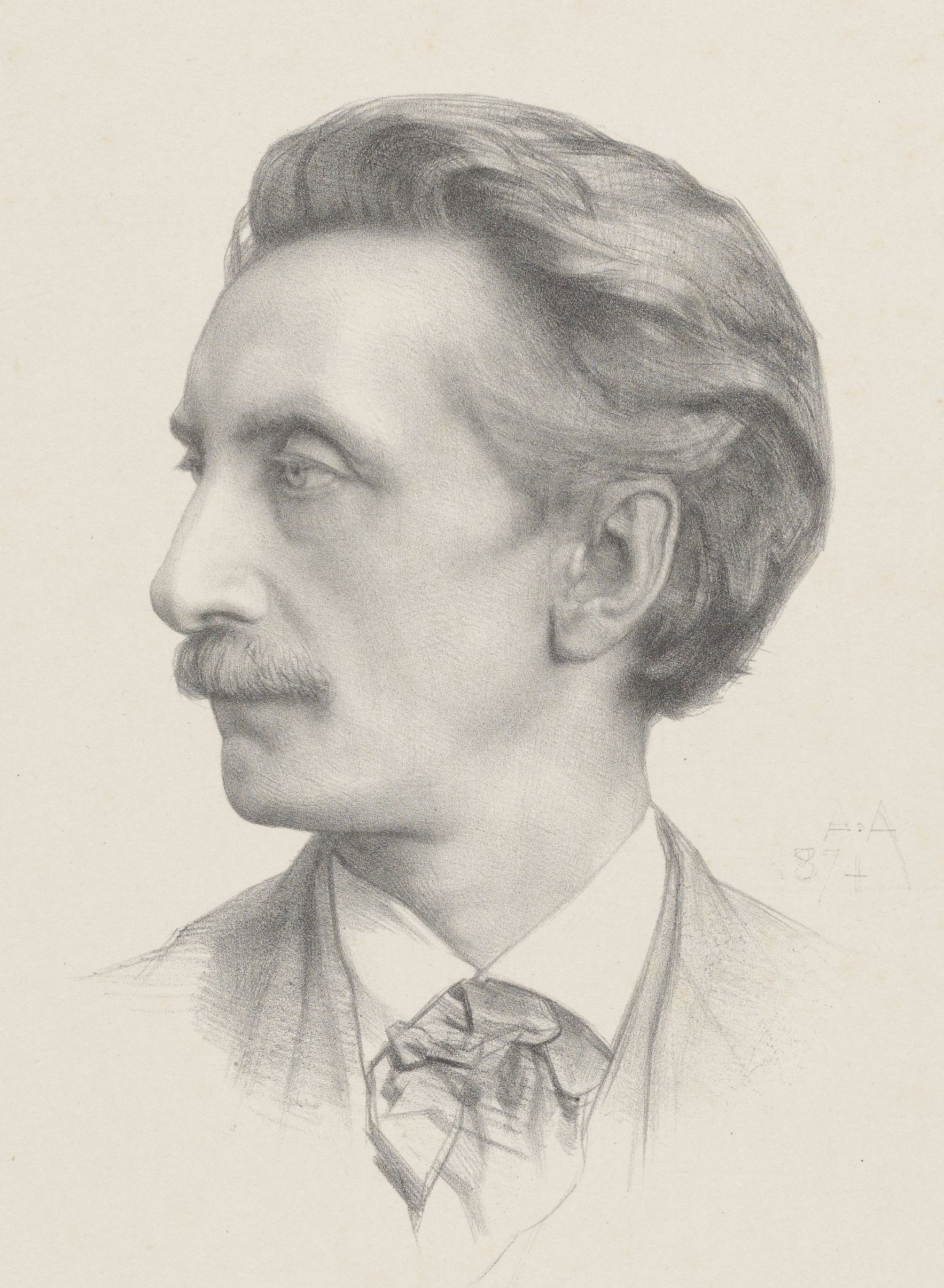
Multatuli, vlastním jménem Eduard Douwes Dekker, nizozemský spisovatel a kritik kolonialismu, autor knihy Max Havelaar (1860)

Nizozemská literatura je soubor literárních děl, která byla složena či napsána Nizozemci nebo v nizozemštině. Kromě textů ze samotného Nizozemska proto v nejširším smyslu zahrnuje také literární tvorbu z vlámské části Belgie (vlámská literatura) a z někdejších i současných nizozemských kolonií a zámořských území – především z Nizozemské východní Indie na území dnešní Indonésie, z búrských území v Jižní Africe, z kolonií v Karibiku a ze Surinamu. Počátky nizozemské literatury, v té době ještě v podobě ústní slovesnosti, lze hledat v období Franské říše, když se vyvinula staronizozemština. Nejstarším dochovaným textem je Utrechtský křestní slib ze 7. století, z nejranějších dob dále přežila některá klášterní díla duchovní lyriky a liturgické hry. Titul prvního významného básníka připadá Hendrikovi von Veldeke z druhé poloviny 12. století, autorovi milostné lyriky, po kterém následovalo mnoho dalších minnesängerů. Rozvíjela se také dvorská epika (patřící k chansons de geste), zpracovávající látku artušovskou, orientální a antickou; nejslavnějším dílem je ovšem Karel a Elegast o Karlu Velikém. Nejplodnějším autorem nizozemského středověku se stal autor rytířských románů a přírodovědeckých traktátů Jacob van Maerlant. Ve středověku však vznikaly i další typy děl: mystická literatura, k níž spadá Jan van Ruusbroec ze 14. století či tvorba bekyní, dále kroniky a traktáty a divadelní hry. Část dramat stále zpracovávala náboženská témata (například mirákly), vznikaly však již také světské hry o dvorské lásce. Na konci středověku se do literatury začalo zapojovat také měšťanstvo, což umožnilo vzestup morální literatury a „landjuwelen“ (soutěžím ve veršování). Díky rozšíření knihtisku a řečnických komor se záliba v literatuře a její tvorbě rozšířila z měst také na venkov.
Od 16. století bylo nizozemské písemnictví ovlivňováno především nástupem reformace. Šíření nových myšlenek umožnila skutečnost, že se země, v čele s Antverpami, proměnila v knihtiskařskou velmoc. Vzdělaný humanismus reprezentoval především Erasmus Rotterdamský (1486–1536), autor Chvály bláznovství (1511). Nejoblíbenějším žánrem 16. století však byla píseň – kolem roku 1568 vznikla píseň Wilhelmus (pozdější Nizozemská hymna), tiskly se však i celé sbírky a náboženské zpěvníky. V 17. století se zpopularizovala emblematika. Knihy tohoto typu sestavoval Otto van Veen (1556–1629), činní však byli také jezuité, mezi nimi Adrian Poirters (1605–1674). Dále byla publikována rovněž mystická literatura a vzhledem k rostoucí koloniální říši vzrostla také popularita cestopisů. Mezi nimi si význam podržel zejména Žurnál aneb Pamětihodný popis východoindických cest (1646) od Willema Bontekoe (1587–1657). V 18. století se jižní, katolické nizozemské provincie (pozdější Belgie) oddělily od severních a nizozemsky psaná literatura v obou oblastech se začala vyvíjet odlišným způsobem. Obě oblasti spojoval kladný vztah k divadlu, slavným dramatikem se stal Pieter Langendijk. Rozvoje se dočkaly časopisy, včetně satirických, pamflety, a rovněž publikace v oborech přírodních věd. Klasicistní normy se dlouho udržovaly v žánru eposu, pod kalvínským vlivem často biblickém; k jeho autorům patří Arnold Hoogvliet (1687–1763) a Lucretia van Merken (1721–1789). Významnými básníky byli Jacobus Bellamy (1757–1796) a Rhijnvis Feith (1753–1824), který do nizozemské literatury zavedl také sentimentální román.
Na počátku 19. století vstoupil do módy historický román, jejž reprezentuje Anna Bosboom-Toussaintová (1812–1886), a literaturu též obohatily osobnosti jako neobyčejně produktivní básník Willem Bilderdijk (1756–1831) či křesťanský intelektuál, agitátor a poeta Isaäc da Costa (1798–1860). V roce 1860 vznikl nejslavnější nizozemský román vůbec, Max Havelaar. Pod pseudonymem Multatuli v něm Eduard Douwes Dekker (1820–1887) realisticky vylíčil své trpké zkušenosti s nizozemskou správou kolonií. Konec století ovlivnilo hnutí Osmdesátníků, jež prosazovalo modernismus v poezii. Hnutí začalo roku 1882 Kloosovým (1859–1938) vydáním veršů předčasně zesnulého Jacquese Perka (1859–1881) a svá díla vydávalo v časopise De Nieuwe Gids (Nový průvodce). Největším jménem Osmdesátníků se stal Herman Gorter (1864–1927). V próze se v 80. letech 19. století se rozvíjel naturalismus, nové směry prosazovali Marcellus Emants a Lodewijk van Deyssel a další. Se symbolismem je spojen Karel van de Woestijne (1878–1929), a především Jan Hendrik Leopold (1865–1925). V roce 1916 do nizozemské literatury prostřednictvím Thea van Doesburg (1883–1931) vstoupila avantgarda, směřující až k čisté, radikální abstrakci. Paul van Ostaijen, vlámský básník a aktivista, byl ovlivněn expresionismem, stejně jako Hendrik Marsman (1899–1940), jedna z vůdčích osobností 20. let 20. století. Ve 30. letech sehrál hlavní roli časopis Fórum, jejž vedli protifašističtí esejisté Menno ter Braak (1902–1940) a Edgar du Perron (1899–1940). Vedoucím prozaikem byl Arthur van Schendel (1874–1946).
Druhá světová válka zanechala bolestný odkaz v podobě deníku Anne Frankové; své těžké zkušenosti zpracoval také romanopisec Theun de Vries (1907–2005), populární zejména ve východním bloku. Poválečné období je nicméně spojeno především s hnutím Padesátníků, jež hlásalo návrat k pozemským věcem a zkušenostem. V próze exceloval Willem Frederik Hermans (1921–1995), který zkoumal vztah člověka k realitě a jejímu poznání, Gerard Reve (1923–2006), jenž užíval vznešený styl k popisu tabuizovaných témat, autorka historických románů Hella S. Haasseová (1918–2011), vlámský dělnický romanopisec a „něžný anarchista“ Louis Paul Boon (1912–1979) a další. Od 60. let se v souvislosti s nástupem postmodernismu prosazoval experiment, téma feminismu a ženské emancipace a odpor proti náboženské rigiditě. Explicitní erotické scény vnesl do literatury Jan Wolkers (1925–2007), zatímco s proudem vědomí pracoval Hugo Raes (1929–2013). Sybren Polet (1924–2015) zdůrazňoval fiktivitu textu, konstruovanost postav a intertextualitu. Louis Ferron (1942–2005), jeden z nejradikálnějších experimentátorů, zcela odstranil časová omezení a vytvářel historiografické metafikce. V 90. letech 20. století pak debutovala Generace Nic (Generatie Nix), k níž patří například Ronald Giphart (* 1965) nebo Hermine Landvreugdová (* 1967) – k hlavním tématům patří nihilismus, drogy, sexualita a popkultura.